# Alexei Grigorjewitsch Jerjomin
Alexei Grigorjewitsch Jerjomin (russisch Алексе́й Григо́рьевич Ерё́мин; * 17. März 1919 in Welikaja Guba am Onegasee, Nordkarelien; † 11. Juni 1998 in Sankt Petersburg) war ein russisch-sowjetischer Maler des Realismus. Er lebte und arbeitete in Sankt Petersburg (von 1924 bis 1991 Leningrad genannt) und war seit 1951 Mitglied der dortigen Künstlervereinigung. Bekannt wurde Jerjomin als Vertreter der Leningrader Malerschule, wegen seiner Darstellungen der Menschen und der Natur seiner Heimat Nordkarelien. Er malte Genre und historische Gemälde, Porträts, Landschaften und Skizzen aus dem Leben.

## Leben
Alexei Jerjomin kam 1930 nach Leningrad, wo er von 1935 bis 1939 die zur Russischen Kunstakademie gehörende Leningrader Kunsthochschule besuchte. Ab 1939 stellte er auch auf Kunstausstellungen aus, wurde dann aber mit Beginn des Zweiten Weltkriegs in die Rote Armee eingezogen. Als Panzerschütze wurde er verwundet und mehrfach dekoriert. Nach der Demobilisierung 1945 besuchte Jerjomin Kurse an der nach Ilja Repin benannten Abteilung für Malerei am Leningrader Institut für Malerei, Bildhauerei und Architektur, wo Boris Fogel, Semjon Abugow, Alexander Debler und Alexander Saizew ihn unterrichteten. 1951 beendete Alexei Jerjomin seine Studien. Seine Abschlussarbeit war das Genre „Lenin auf der Jagd im sibirischen Exil“.
Seine Gemälde befinden sich unter anderem im Staatlichen Russischen Museum in Sankt Petersburg und der Moskauer Tretjakow-Galerie. Ferner in Kunstmuseen und Privatsammlungen Russlands, Japans, Englands, Finnlands und weiteren Staaten.
1947 heiratete Alexei Jerjomin die Malerin Irina Baldina. Im Jahr darauf bekamen sie die Tochter Natalja, die nach einem Besuch der Russischen Kunstakademie in Leningrad ebenfalls Malerin wurde.

## Auszeichnungen
- Orden des Roten Sterns
- Orden des Roten Banners der Arbeit
- Medaille „Sieg über Deutschland“
- Orden des Vaterländischen Krieges zweiter Klasse
- Volkskünstler Russlands (1970)
- Volkskünstler der RSFSR (1978)